# Empyr
Empyr ist eine fünfköpfige französische Alternative-Rock-Band, deren Mitglieder sich 2006 aus verschiedenen Bands (Kyo, Watcha, Pleymo und Vegastar) rekrutiert haben.

## Geschichte
Geplant war Empyr anfangs lediglich als Nebenprojekt; da es allen Beteiligten allerdings so viel Spaß machte, wurde auf Empyr bald das Hauptaugenmerk gelegt.
Um ihre Chancen auf dem internationalen Markt zu steigern, entschieden sie sich, die Texte in englischer Sprache zu schreiben. Die Band arbeitet mit drei Sängern (Ben, Florian und Benoît).
Das Debüt-Album The Peaceful Riot wurde im Spätsommer 2008 unter der Regie von Produzent Ken Andrews (ehemals Failure) aufgenommen, der bereits mit Black Rebel Motorcycle Club, Pete Yorn und A Perfect Circle gearbeitet hatte.

## Diskografie
Alben
- 2008: The Peaceful Riot (Sony BMG)
- 2011: Unicorn (Jive / Epic)

EPs
- 2009: Skin (Sony Music)

Singles
- 2008: New Day (Sony BMG)
- 2010: It's Gonna Be (Jive / Epic)
- 2010: Do It (Jive / Epic)